# Пехньо, Василий Иванович
Василий Иванович Пехньо (7 августа 1952 — 20 января 2024) — академик НАН Украины, доктор химических наук (1997), профессор, заместитель директора Института общей и неорганической химии имени В. И. Вернадского НАН Украины по научной работе, лауреат Государственной премии Украины в области науки и техники (2003).

## Биография
Родился в 1952 году в селе Чинадиево Мукачевского района Закарпатской области. В 1974 году окончил с отличием Ужгородский государственный университет.
В 1974—1976 годах — старший инженер завода «Точприбор», в 1976—1979 годах аспирант ИОНХ им. В. И. Вернадского. В 1982 году защитил кандидатскую диссертацию.
С 1979 года — старший инженер, младший, старший, ведущий научный сотрудник, с 2002 года заведующий отделом химии комплексных соединений и заместитель директора по научной работе, с 2016 года директор ИОНХ им. В. И. Вернадского НАН Украины.
Представитель научной школы Сергея Васильевича Волкова.
С 1997 года — доктор химических наук, с 2002 года профессор (2002), В 2021 году избран академиком НАН Украины (член-корреспондент с 2003 года).
Лауреат Государственной премии Украины в области науки и техники (2003, в составе авторского коллектива) — за цикл научных трудов «Координационная химия в электролитах».
Автор более 250 научных работ, из них более 100 статей, 29 авторских свидетельств и патентов на изобретения.
Почётный доктор Ужгородского национального университета. Награждён почётными грамотами Кабинета министров Украины (2004) и Президиума НАН Украины (2002).
Главный редактор научного издания «Український хімічний журнал».
Труды связаны с вопросами химии простых и координационных соединений драгоценных, ряда цветных металлов и металлоидов (в водных, неводных, смешанных и растопленных многофункциональных O-, N-, S-, Se-, Te-, P-содержащих растворителях-реагентах).
Жена — Татьяна Васильевна (1953), врач, сын Василий. Умер в Киеве 20 января 2024 года.

## Сочинения
- Синтез та спектральні характеристики комплексів Ru(III,II), Rh(III) і Pd(II) з N-алілтіоамідами і продуктами їх протоно- та йодоциклізації / П. В. Боровик, М. Б. Літвінчук, А. В. Бентя, С. І. Орисик, Ю. Л. Зборовський, В. В. Орисик, В. І. Пехньо, М. В. Вовк // Український хімічний журнал. — 2020. — Т. 86, № 4. — С. 63-90.
- Механохімічні перетворення сталевих поверхонь тертя під впливом вільних від сірки поверхнево-активних комплексів молібдену. ОО Міщук, ВІ Дзюба, ЛІ Коваль, ОВ Телемко, ВІ Пехньо. Проблеми тертя та зношування, 256—272.